# André Baillon
André Baillon (Antwerpen, 27 april 1875 - Saint-Germain-en-Laye, 10 april 1932) was een Vlaamse, maar in het Frans schrijvende, Antwerpse schrijver uit het begin van de 20e eeuw.
Baillon kende een bewogen leven. Hij werd jong wees, en werd opgevoed door zijn oom (industrieel) en "strenge" tante (Mademoiselle Autorité), een naam die later ook in zijn roman Le Neveu de Mlle Autorité (1930) zou voorkomen. Hij ging eerst op school bij de Jezuïeten en studeerde vervolgens aan de Katholieke Universiteit Leuven. Toen hij meerderjarig werd verliet hij Leuven, eiste zijn erfdeel op en verbraste dit samen met een jonge minnares. In 1902 trouwde hij met Marie Vandenberghe, een prostituee die hij later als heldin onder meer zal opvoeren in zijn roman Histoire d'une Marie (1921). Hij voelde zich niet thuis in het bourgeoisie-milieu van het einde van de 19e eeuw en trok zich samen met Marie terug in de landelijke Kempen, nabij de abdij van Westmalle, maar zijn kippenkwekerij mislukte. Deze ervaringen verwerkte hij in En sabots (1922). Daarna ging hij in Brussel wonen waar hij als journalist van een dagblad aan de kost kwam, wat hij later zou evoceren in Par fil spécial (1924). In 1912 ontmoette hij de pianiste Germaine Lievens en vertrok met haar naar Parijs, waar hij de rest van zijn leven zou blijven.
In Parijs had hij als "literaire gigolo" tijdelijk meer succes, maar hij eindigde in een psychiatrische instelling te Saint-Germain-en-Laye nabij Parijs. Vanwege zijn labiele toestand verbleef hij tweemaal in het ziekenhuis La Salpêtrière, wat hij vertelde in twee prachtige verhalen: Un homme si simple (1925) en Chalet I (1926), die zonder twijfel samen met Délires (1927) behoren tot het interessantste deel van zijn oeuvre. Baillons laatste jaren werden gekenmerkt door zijn affaire met een jonge dichteres, Marie Vivier, met wie hij een hartstochtelijke correspondentie begon. Na een eerste zelfmoordpoging in 1931 maakte hij het volgende jaar zelf een einde aan zijn leven.
André Baillons werk kreeg een kleine revival sedert zijn biografie door Frans Denissen in 1999 voor de AKO Literatuurprijs werd genomineerd, en enkele van zijn werken in het Nederlands werden (her-)uitgegeven.

## Enkele werken
- Un homme si simple (Een doodeenvoudig man)
- Histoire d'une Marie
- En sabots (Op klompen), beschrijft zijn belevenissen in Westmalle.
- Roseau
- Zonzon Pépette, fille de Londres
- Par fil spécial
- Perce-oreille du Luxembourg (Doodzonde)
- Délires (Waanzinnen)
- Chalet 1 (In de Piepzak), beschrijft zijn periode in de psychiatrische afdeling van het Parijse ziekenhuis La Salpêtrière, waar hij op 16 april 1923 wordt opgenomen. Het ziekenhuis wordt door de patiënten onder elkaar La Pépette - de Piepzak - genoemd. Hij krijgt tijdens zijn verblijf aldaar de Prix de la Renaissance, het allereerste blijk van literaire erkenning.